# Darbandichan-Talsperre
Die Darbandichan-Talsperre ist eine Talsperre in der Autonomen Region Kurdistan im Irak.

## Beschreibung

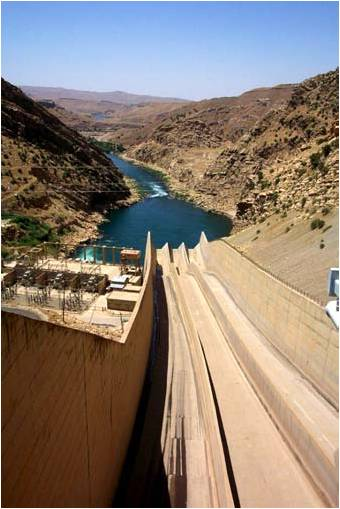
Die Überlaufrinne und der Fluss Diyala/Sirwan

Die Talsperre ist 128 Meter hoch und 445 Meter lang. Drei durch Francis-Turbinen betriebene Generatoren produzieren je 83 Megawatt Leistung. Mit einer Nennleistung von 249 Megawatt ist die Anlage nach der Dukan-Talsperre das zweitgrößte Wasserkraftwerk in der Autonomen Region Kurdistan. Neben der Stromgewinnung wird die Talsperre auch für die Bewässerung landwirtschaftlicher Flächen und den Hochwasserschutz genutzt.

## Geschichte
Die Talsperre wurde in den Jahren 1956–1961 als Steinschüttdamm mit Lehmkern nahe dem Ort Darbandichan errichtet. Der Darbandichan-Stausee wird durch die Flüsse Tanjero und Sirwan / Diyala gespeist.
Die ursprünglichen zwei Generatoren mit je 800 Kilowatt Leistung wurden 1983 ersetzt. Die neuen stromerzeugenden Anlagen gingen aber wegen Verzögerungen bei der Fertigstellung des Anschlusses an das nationale Stromnetz erst 1990 in Betrieb. Aufgrund des Zweiten Golfkrieges verließ die Baufirma 1990 das Kraftwerk und hatte nur eine der Turbinen für den Betrieb freigegeben. Es wurden dennoch alle drei Turbinen in Betrieb genommen, was zu Problemen durch beträchtliche Kavitation führte. Auch kam es zu Hangrutschungen am See etwa 100 Meter oberhalb der Staumauer.
Die Weltbank ließ 2006–2013 umfangreiche Reparaturen an der Talsperre durchführen, wodurch die Effizienz der Anlage von 60 auf 80 Prozent der Nennleistung gesteigert werden konnte.
Beim Erdbeben von Kermānschāh im November 2017 fielen Felsbrocken auf die Überlaufrinne und es entstanden Risse im oberen Bereich der Staumauer. Die Regierung des Irak hat etwa 2,5 Millionen Dollar für Reparaturen am Damm bereitgestellt, die Regionalregierung der Autonomen Region Kurdistan 844.000 Dollar. Auch die Europäische Union soll dafür Hilfsgelder zugesagt haben. Die Untersuchung der Schäden wird durch ein gemeinsames Team des irakischen Ministerium für Wasserressourcen und der Weltbank durchgeführt. Um weitere Schäden zu vermeiden, wird der Wasserpegel im Stausee niedrig gehalten. Der Beginn der Reparaturarbeiten ist für Mai 2018 geplant.

## Ökologie
Der Stausee bietet Lebensraum für 56 verschiedene Vogelarten und 26 Arten von Fischen. Anwohner berichten, dass im Gebiet des Sees Wildziegen leben sollen. 2009 wurde hier die seltene Euphrat-Weichschildkröte beobachtet.
Ein Problem stellt Gewässerverschmutzung durch Abfall und ungeklärte Abwässer im Fluss Tanjero dar, was bereits mehrere Male zu Fischsterben im See geführt hat.

## Sonstiges
Der See wird als Naherholungsgebiet und für den Binnentourismus genutzt.